# Чистяківська міська територіальна громада
Чистяківська міська громада — територіальна громада в Україні, у Горлівському районі Донецької області. Адміністративний центр — місто Чистякове.
Територія утвореної територіальної громади є тимчасово окупованою.
Утворена розпорядженням Кабінету Міністрів України від 12 червня 2020 р. № 710-р шляхом об'єднання Торезької міської ради, Пелагіївської, Розсипненської селищних рад Торезької міської ради та Грабівської сільської ради Шахтарського району Донецької області.

## Населені пункти
У територіальній громаді 6 населених пунктів: місто Чистякове, 3 селища: Балочне, Пелагіївка та Розсипне і 2 села: Грабове та Рівне.